# IC 5055
IC 5055 је спирална галаксија у сазвјежђу Паун која се налази на листи објеката дубоког неба у Индекс каталогу.
Деклинација објекта је - 68° 26' 41" а ректасцензија 20h 52m 57,6s. Привидна величина (магнитуда) објекта IC 5055 износи 14,3 а фотографска магнитуда 15,1. IC 5055 је још познат и под ознакама ESO 74-17, PGC 65643.